# José Brasanelli
José Brasanelli (n. Giuseppe Brasanelli, Milán, 6 de enero de 1659 - Candelaria, (Provincia de Misiones) 17 de agosto de 1728) fue un sacerdote jesuita italiano, arquitecto, pintor, escultor, músico y hasta cirujano de los naturales, durante el sitio de la Colonia del Sacramento. Por su multiplicidad de actividades fue comparado con Miguel Angel Buonarroti[cita requerida], dejando plasmada una obra trascendente en las misiones jesuíticas del Guayrá.

## Biografía
Antes de convertirse en un sacerdote jesuita había recibido una formación completa en escultura y arquitectura en Roma, obteniendo el respeto de sus colegas. Ingresa a la Compañía de Jesús en 1680, arribando junto al padre Angel Camilo Petragrassa al Río de la Plata en 1690. 
Con 37 años ya se encuentra en la reducción de San Borja, donde fue autor del plan de la aldea y sus edificios, incluyendo la iglesia. Al parecer fue un artista consumado en varias especialidades, la construcción, la escultura, la talla y la creación de decorados de altares, además de ser un profesor de los indígenas. Entre sus obras se reconocen la estatua de San Francisco de Borja en tamaño natural y de San Luis Gonzaga.
También dirigió la construcción del templo de Concepción. En 1719 trabajaba en la iglesia de Itapúa, dirigiendo pintores y escultores para la variada ornamentación interior del templo. También edificó la iglesia de Loreto, cuyo altar mayor poseía diez estatuas, con cuatro retablos laterales. En 1725, en momentos en que se ocupaba de la iglesia de Santa Ana, atendía las construcciones de San Ignacio Miní y de San Javier.